# Krunoslav Hulak

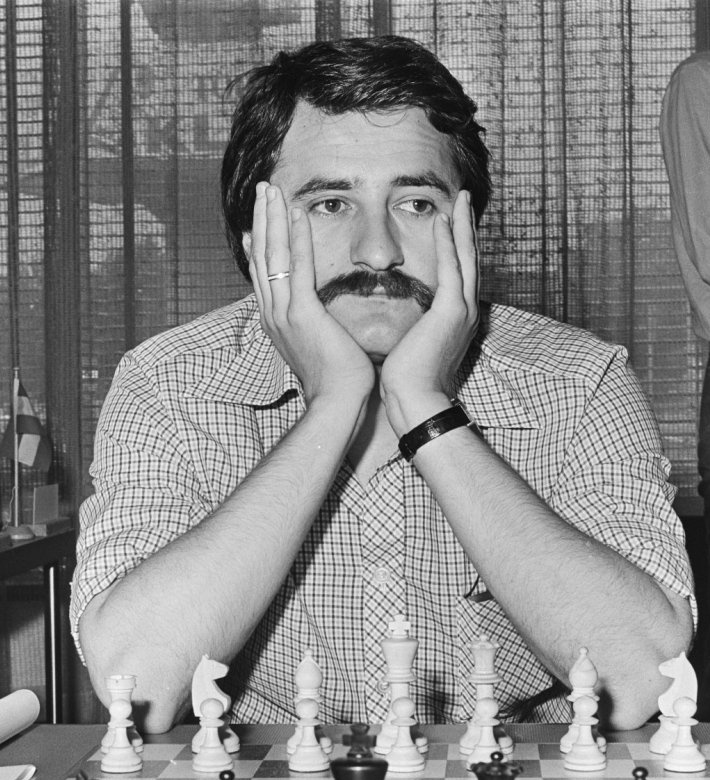
Hulak in 1977

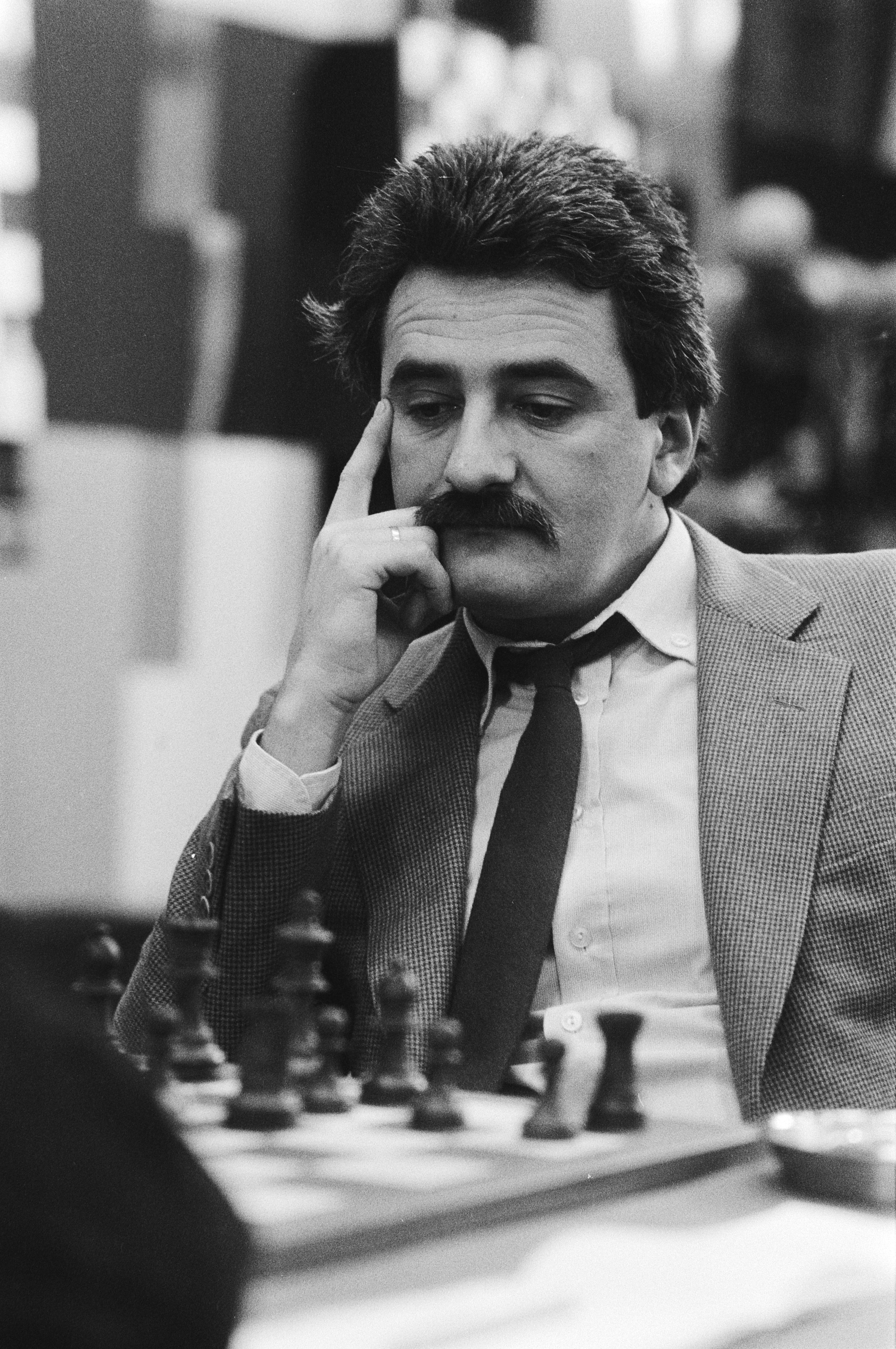
Hulak in Wijk aan Zee in 1983

Krunoslav Hulak (Osijek, 25 mei 1951 – Zagreb, 23 oktober 2015) was een Kroatische schaker met een FIDE-rating van 2648 in 2005 en 2453 in 2015. Hij was sinds 1976 een grootmeester. Vroeger speelde hij voor Joegoslavië.

## Carrière
In 1976 won Hulak het nationale schaakkampioenschap van Joegoslavië.
In november 2005 speelde hij mee in het toernooi om het kampioenschap van Kroatië dat door hem gewonnen werd met 7.5 punt uit 11 ronden.
Andere vermeldenswaardige toernooiresultaten van hem zijn: 
- Varna 1974, gedeelde eerste plaats
- Lublin 1976, gedeeld 2e
- Amsterdam - IBM-toernooi 1977, 2e
- Osijek 1980, gedeeld 1e
- Sombor 1980, gedeeld 1e
- Budva 1981, 2e
- Banja Luka 1983, gedeeld 1e
- Zagreb 1985, 2e
- Wijk aan Zee - Hoogovens Schaaktoernooi 1986, winnaar groep B
- Banja Luka 1987, gedeeld 1e
- Solin 2000, 2e

Zijn resultaten in interzonale toernooien zijn: 11e bij Toluca 1982 en 12e bij  Zagreb 1987.
Hulak speelde diverse keren in Schaakolympiades, drie keer voor Joegoslavië (1982, 1986, 1990) en drie keer voor Kroatië (1992, 1994, 1996).
Bij het Europees schaakkampioenschap voor landenteams speelde hij in 1977, 1980, 1983 en 1989 voor het Joegoslavische team en in 1992 en 1997 voor het Kroatische team. In 1983 en 1989 behaalden de teams een tweede plaats.
In 2012 nam hij in het team van Zagreb deel aan een match tussen Sofia en Zagreb, gehouden in Bankya (Bulgarije), gespeeld op 50 borden. Sofia won met 30–20.

## Overlijden
Hulak overleed in 2015 na een kort ziektebed in een ziekenhuis in Zagreb op 64-jarige leeftijd.